# 豫新街道
豫新街道是中华人民共和国江苏省宿迁市宿豫区下辖的一个街道办事处。
2014年2月19日，江苏省人民政府批复同意撤销顺河镇，以原顺河镇的锦华、中通、江山、天一、庐山、豫苑、雨露、顺河、闸东、高滩等10个居委会区域设立豫新街道办事处，街道办事处驻松花江路2号。

## 行政区划
豫新街道下辖以下村级行政区划单位：
锦华社区、中通社区、江山社区、天一社区、庐山社区、顺河社区、雨露社区、高滩社区、闸东社区和豫苑社区。